# 第十二屆黑豹旗全國高中棒球大賽
第十二屆黑豹旗全國高中棒球大賽是2024年在臺灣舉行的高中棒球賽事。本屆首度增設女子組，採單敗淘汰制，而女子組冠軍則晉級混合組64強。本屆賽會共213所學校報名參賽，包括混合組203隊與女子組10隊。最終穀保家商於冠軍賽中以14比9擊敗平鎮高中奪得冠軍，南崁高中則獲得女子組冠軍。

## 外部連結
- 第十二屆黑豹旗全國高中棒球大賽在台灣棒球維基館上的頁面（繁體中文）
- 中信盃黑豹旗全國高中棒球大賽